# Randa El Behery
Randa El Behery (tiếng Ả Rập: راندا البحيري, sinh ngày 8 tháng 8 năm 1983) là diễn viên và người mẫu Ai Cập. Cô được biết đến là nhân vật chính trong bộ phim Awqat Faragh (tiếng Ả Rập: أوقات فراغ).

## Đầu đời
Randa sinh ngày 8 tháng 8 năm 1983 tại thủ đô Cairo, Ai Cập. Mẹ cô là nhà thiết kế nội thất. Cô học khoa Ngôn ngữ và Văn học Anh tại trường Đại học Cairo.

## Sự nghiệp
Sau khi ra trường, Randa làm việc trong công ty quảng cáo trong 3 năm trước khi cô bắt đầu sự nghiệp điện ảnh. Năm 2000, El Behery tham gia làm series truyền hình "shames youm Geded (Mặt trời ngày mới)". Cô trở thành ngôi sao trong các quảng cáo và làm video clips.
Cô tham gia làm các series truyền hình như Awlad Hetetna (Con trai nhà hàng xóm); Ga2zat Npvel (Phần thưởng cho Novell); El lolo2 El Mansor (Ngọc trai tan vỡ), El Lyl we a5ro (Màn đêm), và Afaryt el-Sayala (Hồn ma Sayala), Banat Afandyna (Cô gái Afan); El Marsa we wl bahr (Mursi và biển cả), Ahlam Banat (Giấc mơ con gái), Kadyt Ray 3am (Ý kiến công khai), Lahazat Harega (Khoảnh khắc Quan trọng) và Sanawat El Hob We El Malah (Muối tình). Cô cũng tham gia vào các sitcom như Esht el asfora (Tổ chim) and Sherif We Nos (Cảnh sát trưởng).
Cô là ngôi sao trong phim Ahasys (Cảm xúc) và phim Aychen El Lahza (Sống trọn khoảnh khắc); Ayam Saaba (Những ngày gian truân)" và trong phim Hassan và Marcus.